# 西田庄助
西田 庄助（にしだ しょうすけ、1859年2月20日（安政6年1月18日）- 1937年（昭和12年）6月23日）は、明治から昭和前期の実業家、政治家。衆議院議員、滋賀県犬上郡千本村長。

## 経歴
近江国犬上郡西沼波村（滋賀県犬上郡千本村字西沼波を経て現彦根市）で、西田教寛の長男として生まれる。深見東岳から漢学を学んだ。1881年（明治14年）12月、家督を相続した。農業、商業を営む。
1884年（明治17年）10月、平田村外11ヶ村連合会議員・同議長に就任。以後、地蔵村外2ヶ村連合会議員・同議長、彦根沼波町外6ヶ町村連合会議員・同議長、今井水利土工連合会議員・同議長、犬上郡彦根町外101ヶ町村連合会議員、犬上郡所得税調査委員、滋賀県米質改良組合規則設定委員、滋賀県勧業諮問会員などを務めた。1889年（明治22年）町村制施行により初代千本村長に就任し1894年（明治27年）1月まで在任した。その他、犬上郡会議員、滋賀県会議員にも在任した。
実業界では、1888年（明治21年）湖東銀行の設立に参画し、1906年（明治39年）近江銀行と合併した。滋賀県農工銀行監査役、近江銀行取締役、近江水力電気取締役などを務めた。
1915年（大正4年）3月、第12回衆議院議員総選挙に滋賀県郡部から大隈伯後援会（公友倶楽部）所属で出馬して当選し、その後公正会に所属し衆議院議員に1期在任した。この間、衆議院懲罰委員などを務めた。